# Lunar New Year Cup 2019
De Lunar New Year Cup 2019 is een editie van het jaarlijks terugkerend voetbaltoernooi, dat wordt gespeeld in Hongkong ter ere van het Chinees Nieuwjaar. Het werd in februari 2019 georganiseerd. Aan het toernooi deden vier teams mee. Er werd een knock-outfase gespeeld met een halve finale en een finale. Het Chinese Shandong Luneng Taishan won het toernooi door in de finale van het Japanse Sagan Tosu te verslaan met 3–1.

## Deelnemende teams
- Shandong Luneng Taishan
- Auckland City[1]
- Sagan Tosu
- Hong Kong League XI

## Wedstrijden

### Halve finale
|                               |                         |     |                     |                                                                              |
| 5 februari 2019 16:00 (UTC−8) | Shandong Luneng Taishan | 2–1 | Auckland City       | Hong Kong Stadium, Hongkong Toeschouwers: 14.502 Scheidsrechter: Ng Chiu Kok |
| 5 februari 2019 16:00 (UTC−8) | Róger Guedes 57', 88'   |     | 46' Micah Lea'alafa | Hong Kong Stadium, Hongkong Toeschouwers: 14.502 Scheidsrechter: Ng Chiu Kok |

|                               |                                              |     |                                                    |                                                                               |
| 5 februari 2019 18:15 (UTC−8) | Hong Kong League XI                          | 1–1 | Sagan Tosu                                         | Hong Kong Stadium, Hongkong Toeschouwers: 14.502 Scheidsrechter: Tam Ping Wun |
| 5 februari 2019 18:15 (UTC−8) | Juninho 76'                                  |     | 39' Fernando Torres                                | Hong Kong Stadium, Hongkong Toeschouwers: 14.502 Scheidsrechter: Tam Ping Wun |
| 5 februari 2019 18:15 (UTC−8) | Strafschoppen                                |     |                                                    | Hong Kong Stadium, Hongkong Toeschouwers: 14.502 Scheidsrechter: Tam Ping Wun |
| 5 februari 2019 18:15 (UTC−8) | Marcos Gondra Lo Kwan Yee David Lazari Souza | 2–4 | Ryoya Ito Riki Harakawa Kazuki Anzai Masato Fujita | Hong Kong Stadium, Hongkong Toeschouwers: 14.502 Scheidsrechter: Tam Ping Wun |

### Troostfinale
|                       |                     |     |                 |                                                                              |
| 7 februari 2019 16:00 | Hong Kong League XI | 1–0 | Auckland City   | Hong Kong Stadium, Hongkong Toeschouwers: 21.643 Scheidsrechter: Ho Wai Sing |
| 7 februari 2019 16:00 | Mahama Awal 41'     |     | Fabrizio Tavano | Hong Kong Stadium, Hongkong Toeschouwers: 21.643 Scheidsrechter: Ho Wai Sing |

### Finale
|                       |                     |     |                                             |                                                                               |
| 7 februari 2019 18:15 | Sagan Tosu          | 1–3 | Shandong Luneng Taishan                     | Hong Kong Stadium, Hongkong Toeschouwers: 21.643 Scheidsrechter: Liu Kwok Man |
| 7 februari 2019 18:15 | Fernando Torres 59' |     | 3' Gil 50' Graziano Pellè 81' Pedro Delgado | Hong Kong Stadium, Hongkong Toeschouwers: 21.643 Scheidsrechter: Liu Kwok Man |

| Winnaar Lunar New Year Cup 2019  |
| -------------------------------- |
|                                  |
| Shandong Luneng Taishan 1e titel |